# Athemistus puncticeps
Athemistus puncticeps là một loài bọ cánh cứng trong họ Cerambycidae.